# Медвин (річка)
Медвин — річка в Україні, у Богуславському районі Київської області. Ліва притока Боярки (басейн Південного Бугу).

## Опис
Довжина річки приблизно 5,6 км.

## Розташування
Бере початок на південній стороні від села Медвин. Тече переважно на північний захід і на північній околиці Митаївки впадає у річку Боярку, ліву притоку Гнилого Тікичу.
Біля витоку річки пролягає автошлях Р04